# Balduin zur Linde

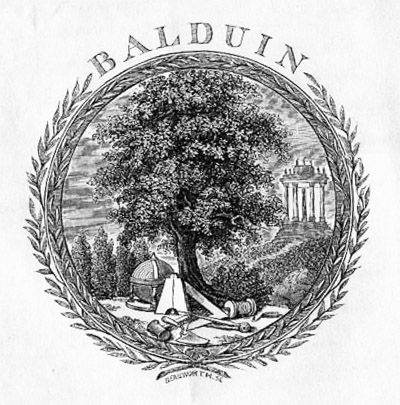
Vignette der Loge Balduin zur Linde

Die Johannisloge Balduin zur Linde in Leipzig ist eine Freimaurerloge innerhalb der Großen Landesloge der Freimaurer von Deutschland.

## Geschichte
Am 7. Februar 1776 wurde im Gasthof Große Feuerkugel am Neumarkt 3 die Loge Balduin durch neun ehemalige Minerva-Brüder gegründet. Ihren Namen führte die Loge nach Balduin II. (vor 1080–1131), dem König von Jerusalem und Beschützer des Heiligen Grabes. Am 30. April 1776 wurde die neue Loge „installiert“, 1778 wurde sie durch die Loge Minerva zu den drei Palmen anerkannt. Nachdem sich am 16. März 1809 die Brüder der Loge Zur Linde an die Loge Balduin anschlossen, führte diese den Namen Balduin zur Linde.

Logenlokale
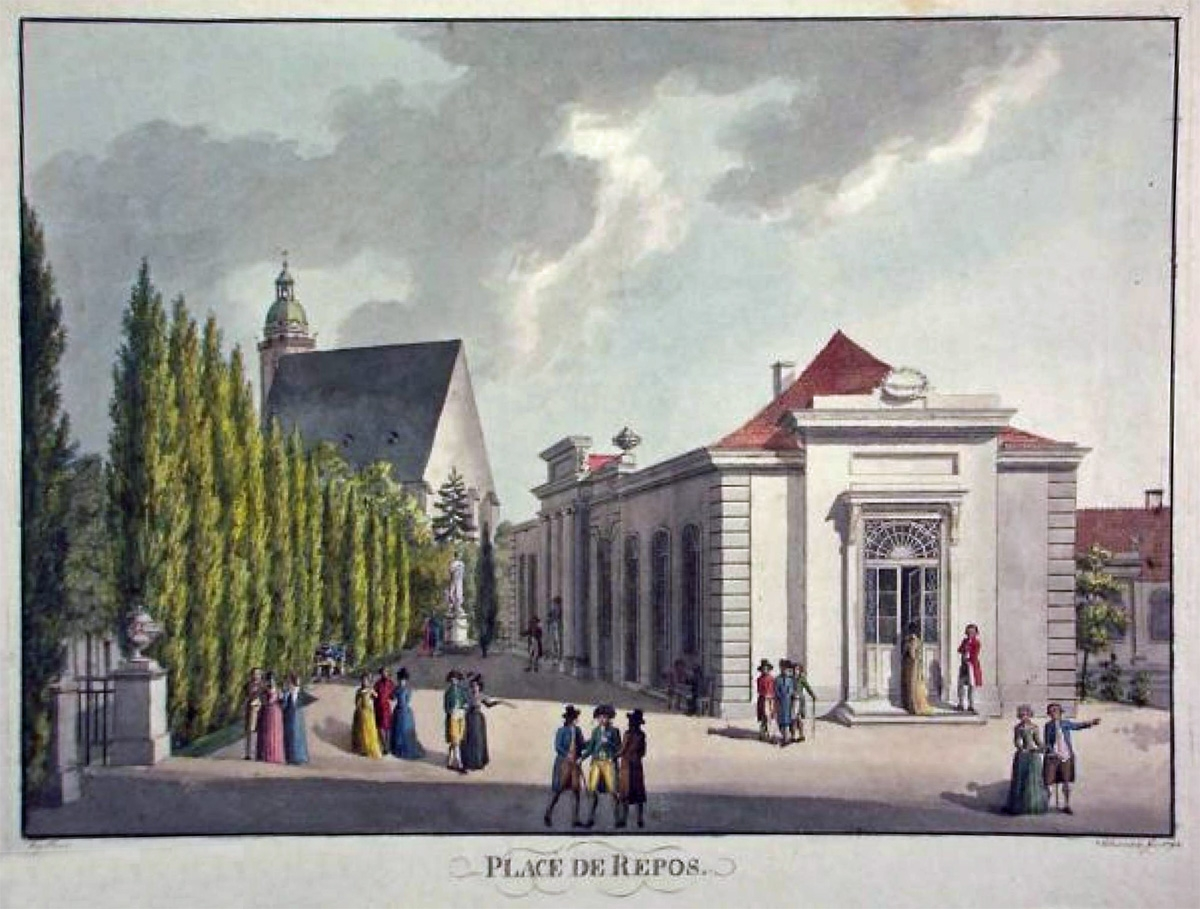
Place de repos (1793)
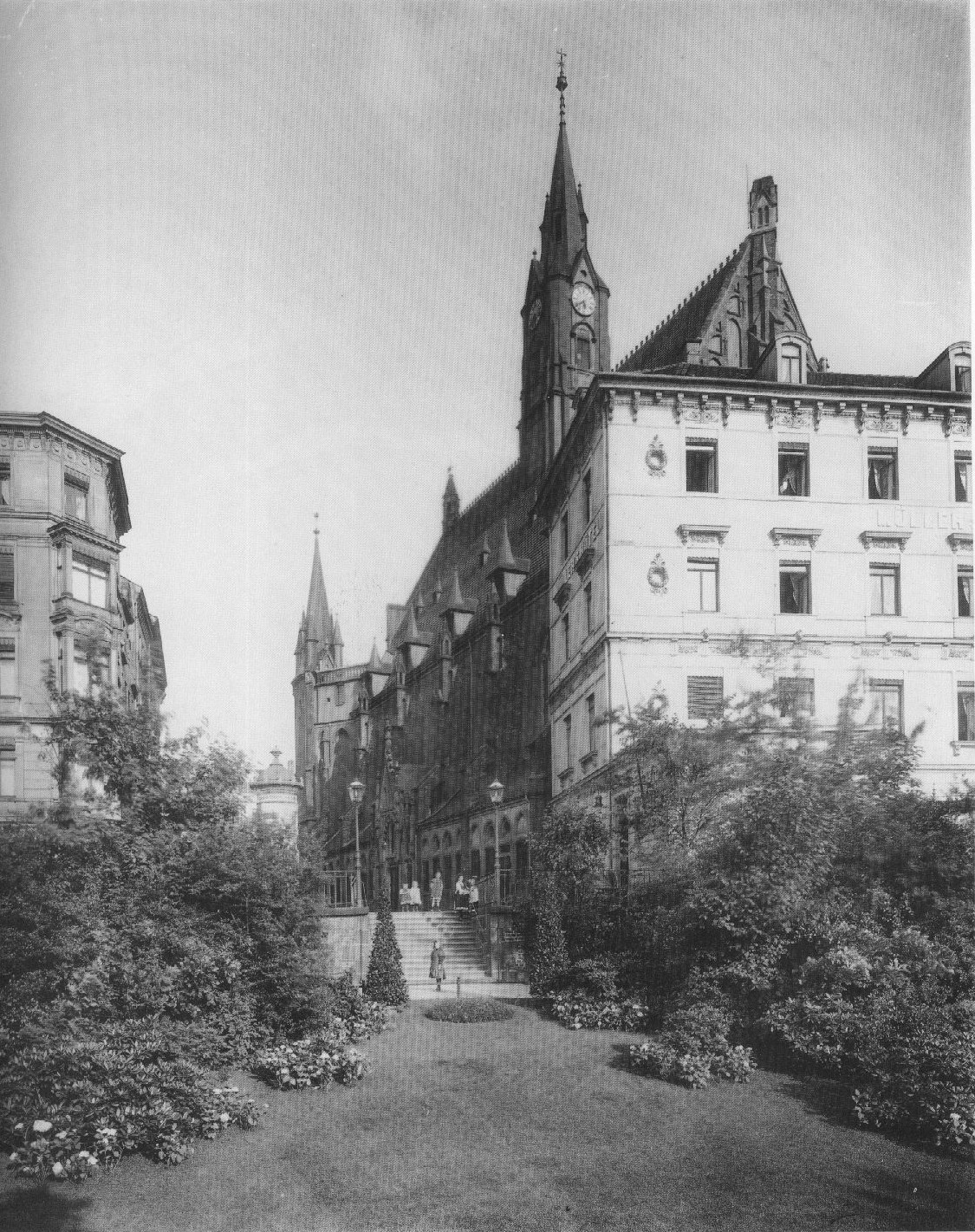
Matthäikirchhof 13 (1900)
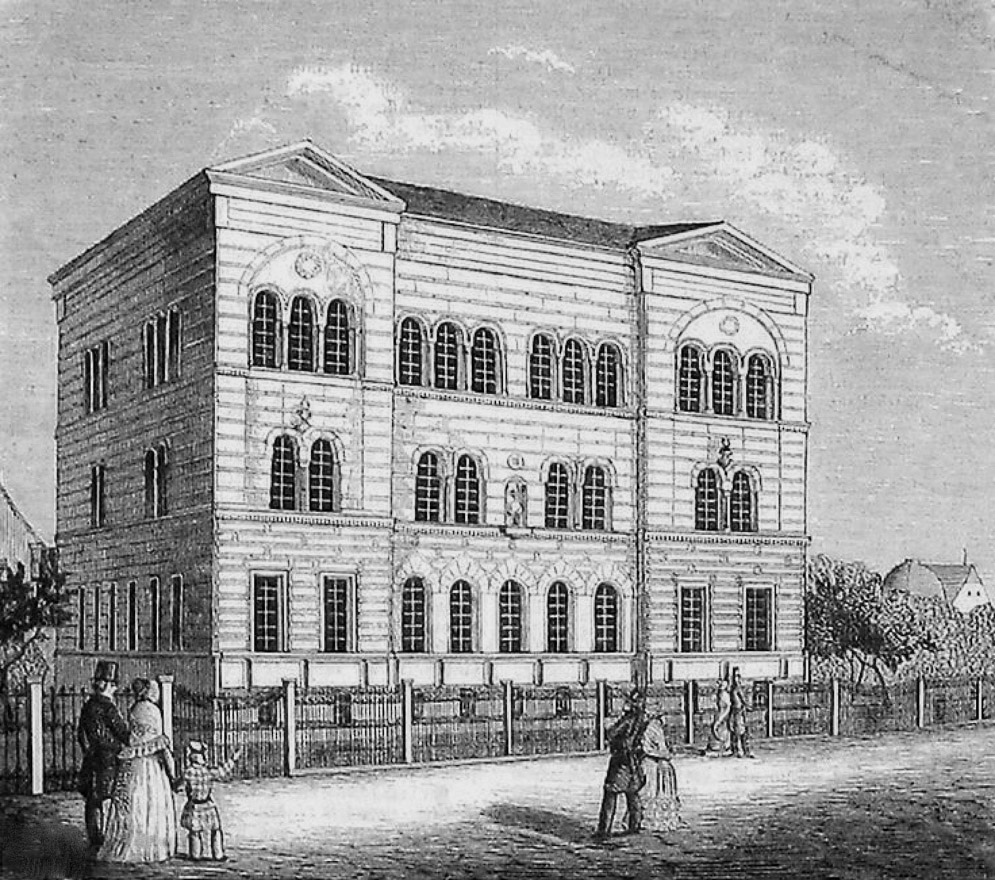
Elsterstraße 2 (1847)
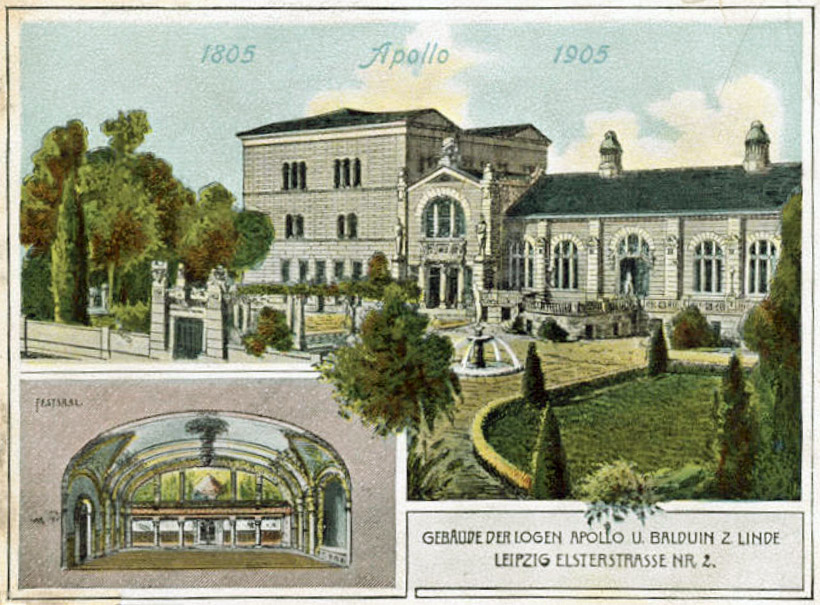
Elsterstraße 2 (1905)

Das Logenlokal befand sich im 1793 eröffneten Gesellschaftshaus Place de repos. Am 1. Januar 1821 wurde im ehemaligen Organistenhaus der Neukirche am Neukirchhof (später Matthäikirchhof 13, heutiger Standort des Schulmuseums) das neue Logenlokal eingeweiht. Die Logen Balduin zur Linde und Apollo entschlossen sich, ein gemeinsames Logenhaus in der Elsterstraße 2, Ecke Zentralstraße zu errichten. Das Richtfest für das von Eduard Pötzsch erbaute Gebäude war am 30. Oktober 1846. Am 12. September 1847 fand die „Feier der Einweihung des neuerbauten Logenhauses der gerechten und vollkommenen St. Johannislogen Apollo und Balduin zur Linde“ statt.
Am 11. Februar 1816 eröffnete die Loge in ihrem Logenlokal die erste Sonntagsschule für Gesellen und Lehrlinge benachbarter Handwerker. Die Sonntagsschule wurde von zwei Logenbrüdern, dem Kaufmann Wilhelm Friedrich Goetz und dem Apotheker Heinrich Adam Täschner, gestiftet. Gehalten wurde die Schule „des Sonntags und zwar in solchen Stunden, […] die den öffentlichen Gottesdienst nicht stören.“ Der Unterricht wurde zunächst von Lehrern der Loge unentgeltlich durchgeführt, seit 1821 bekamen diese eine jährliche Entschädigung. Die Gründung der konkurrierenden Städtischen Gewerbeschule Leipzig erfolgte erst 1875.
Wilhelm Friedrich Goetz stiftete 1827 einen „Verein zur Unterstützung hilfsbedürftiger Wöchnerinnen“. Sein Sohn rief am 22. Oktober 1866 eine „Töchterstiftung zum Besten unversorgter hinterlassener Töchter von Logenmitgliedern“ ins Leben. Am 24. Februar 1865 gründete die Loge den „Bildungsverein zur Fortbildung der unteren Klassen des weiblichen Geschlechts“.
Am 24. Juni 1933 löste sich die Loge Balduin zu Linde auf. Erst am 3. April 1992 wurde sie in Leipzig wiederbegründet. Am 14. November 1992 fand im Neuen Rathaus die Lichteinbringung statt.
Anlässlich ihres 225-jährigen Bestehens und des 200. Geburtstages ihres früheren Mitgliedes Albert Lortzing veranstaltete die Loge am 5. Mai 2001 ein festliches Konzert in der Alten Börse.

## Bekannte Mitglieder der Loge

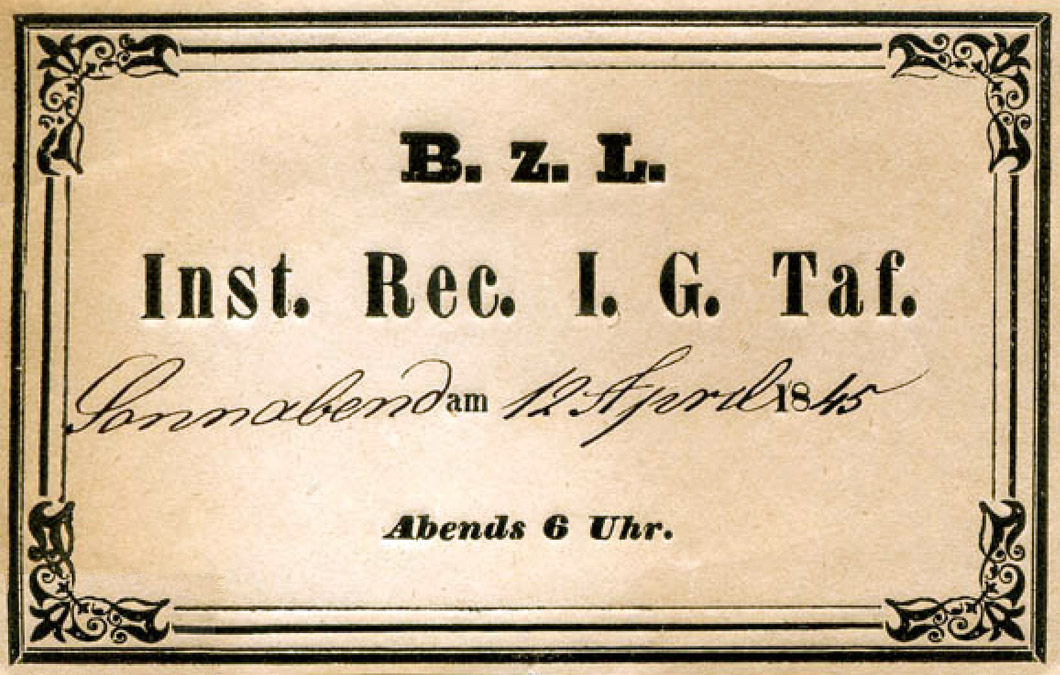
Tafelkarte der Loge von 1845

- Heinrich Gottfried Bauer, Universitätsprofessor, Rechtswissenschaftler
- Hugo Emanuel Becher, Bildhauer, Medailleur und Mouleur (Aufnahme: 1902)
- Robert Blum, Journalist und Politiker (Aufnahme: 1836)
- Hans Adolf von Brause, Reformpädagoge (Aufnahme: 1881)
- Joachim Heinrich Campe, Schulreformer und Schriftsteller (Aufnahme: 1777)
- Ludolf Colditz, Jurist und Unternehmer (Aufnahme: 1889)
- Bruno Decarli, Schauspieler (Aufnahme: 1913)
- Louis Wilhelm Decker, Fabrikbesitzer aus Mittweida (Aufnahme: 1875)
- Alfred Dörffel, Musiksammler und -verleger
- Karl Wilhelm von Fritsch, weimarischer Staatsminister
- Alfred Gleißberg, Oboist am Gewandhausorchester und Professor, (Aufnahme: 1894)
- Emil Götze, königlich preußischer Kammersänger
- Karl Christian Kanis Gretschel, Jurist und Historiker, 1842 Meister vom Stuhl (Aufnahme: 1830)
- Julius R. Haarhaus, Schriftsteller, (Aufnahme: 1907)
- Paul Harrwitz, Jurist und Bankdirektor, (Aufnahme: 1880), 1897–1909 Meister vom Stuhl
- Franz Anton Hoffmeister, Komponist und Musikverleger (Aufnahme: 1799)
- Wil Howard, Maler, Grafiker, Bildhauer (Aufnahme: 1904)
- Hugo Alexander-Katz, Jurist und Schriftsteller (Aufnahme: 1883)
- Jacob Bernhard Limburger, Kaufmann, Sänger und Musiker (Aufnahme: 1821)
- Albert Lortzing, Komponist (Aufnahme: 1834)
- Gotthard Oswald Marbach, Philosophiedozent und Dichter (Aufnahme: 1844)
- Hermann Marggraff, Schriftsteller
- Christian Gottlieb Müller, Musiker (Aufnahme: 1829)
- Alfred Naumann, Kgl. Sächs. Hoffotograf (Aufnahme: 1882)
- Adam Friedrich Oeser (Aufnahme: 1776)
- Carl Gottlieb Reißiger, Musiker
- George Wilhelm Richter, Cafetier (Aufnahme: 1776)
- Johann Friedrich Rosenzweig, Universitätsstallmeister in Leipzig (Aufnahme 1776)
- Hermann Theodor Schletter, Rechtsgelehrter (Aufnahme: 1839)
- Friedrich Schneider, Komponist (Aufnahme: 1807)
- Julius Zeißig, Architekt, (Aufnahme: 1890)